# Евре (округ)
Округ Евре (фр. Arrondissement d'Évreux) — округ у Франції, в департаменті Ер. 2023 року округ об'єднував 103 муніципалітети, населення становило 138 445 осіб.
Адміністративний центр (супрефектура) — Евре.

## Муніципалітети
Список муніципалітетів округу та їхні коди INSEE:
1. Авірон
2. Акон
3. Анжервіль-ла-Кампань
4. Арньєр-сюр-Ітон
5. Бобре
6. Бонкур
7. Бретаньоль
8. Буа-ле-Руа
9. Бюре
10. Гаренн-сюр-Ер
11. Гішенвіль
12. Глізоль
13. Говіль-ла-Кампань
14. Годревіль-ла-Рив'єр
15. Госьєль
16. Гравіньї
17. Гроссевр
18. Дарде
19. Друазі
20. Евре
21. Езі-сюр-Ер
22. Емальвіль
23. Еп'є
24. Жумель
25. Іврі-ла-Батай
26. Ільє-л'Евек
27. Іррвіль
28. Клавіль
29. Коже
30. Колландр-Кенкарнон
31. Конш-ан-Уш
32. Крот
33. Кудр
34. Курдманш
35. Ла-Баронні
36. Ла-Боннвіль-сюр-Ітон
37. Ла-Круазій
38. Ла-Кутюр-Буссе
39. Ла-Мадлен-де-Нонанкур
40. Ла-Триніте
41. Ла-Ферр'єр-сюр-Риль
42. Ла-Форе-дю-Парк
43. Ла-Шапель-дю-Буа-де-Фо
44. Л'Абі
45. Ле-Бо-Сент-Круа
46. Ле-Буле-Морен
47. Ле-Валь-Даві
48. Ле-Валь-Доре
49. Ле-Вант
50. Ле-В'єй-Евре
51. Ле-Меній-Фюге
52. Ле-Плессі-Гроан
53. Ле-Фідлер
54. Лез-Отьє
55. Ліньєроль
56. Луверсе
57. Луї
58. Марсії-ла-Кампань
59. Марсії-сюр-Ер
60. Меній-сюр-л'Естре
61. Мізере
62. Муавіль
63. Муетт
64. Муссо-Невіль
65. Мюзі
66. Нажель-Сее-Меній
67. Ножан-ле-Сек
68. Нонанкур
69. Норманвіль
70. Ольне-сюр-Ітон
71. Орм
72. Парвіль
73. Порт
74. Пре
75. Реї
76. Саканвіль
77. Сассе
78. Себекур
79. Сен-Вігор
80. Сен-Жермен-де-Френе
81. Сен-Жермен-дез-Англь
82. Сен-Жермен-сюр-Авр
83. Сен-Жорж-Мотель
84. Сен-Лоран-де-Буа
85. Сен-Люк
86. Сен-Мартен-ла-Кампань
87. Сен-Себастьян-де-Морсан
88. Сент-Андре-де-л'Ер
89. Сент-Ельє
90. Сент-Март
91. Сере
92. Сьєрре
93. Тієль-Дам-Аньє
94. Турневіль
95. Фавроль-ла-Кампань
96. Феррієр-О-Клоше
97. Фовіль
98. Френе
99. Фукренвіль
100. Шавіньї-Баєль
101. Шам-Долан
102. Шампіньї-ла-Фютле
103. Юе